# Europol Information System
Das Europol Information System (EIS) ist eine durch die europäische Polizeibehörde Europol in Den Haag betriebene Datenbank mit Informationen für die Polizeiarbeit über Kriminalfälle, beteiligte oder betroffene Personen, Transportmittel mit Bezug auf die Fälle, Kommunikation und Zahlungen im Zusammenhang mit den Fällen, Identitätspapiere, Drogen, Schusswaffen, Währungen, und Organisationen. Die Informationen werden zum größten Teil durch Schnittstellen automatisch erfasst. Zugriff erhalten berechtigte Personen über die Secure Information Exchange Network Application (SIENA) von EUROPOL. In einem Bericht des Rates der Europäischen Union vom Januar 2015 wird EIS neben dem Secure Information Exchange Network Application (SIENA), der Europol Platform for Experts (EPE) und dem Europol Analysis System (EAS) als Kernapplikation Europols bezeichnet.:36

## Inhalte
Sämtliche EU-Mitgliedsländer liefern Daten an das EIS und mindestens sechzehn Mitgliedsländer tun dies durch Schnittstellen aus den eigenen Datenverarbeitungssystemen. Die Daten im EIS betreffen nach Angaben von EUROPOL im Januar 2016 zu ca. 20 % Drogendelikte, 26 % Raub, je 7 % illegale Einwanderung und andere Delikte, 6 % Betrug und Geldwäsche und ca. 5 % für Geldfälschung. Einen wesentlichen Anteil am Input haben referenzierbare Daten wie Namen, Telefonnummern, Fahrzeuge oder Waffen, also Daten für eine Datenfusion durch die Informationen aus verschiedenen Quellen miteinander verknüpft werden können. Damit einher ging nach Angaben von EUROPOL eine Intensivierung der Datenarbeit, der Abfragen und Datenabgleiche.
Spezialisten bei EUROPOL sowie Mitarbeiter der nationalen Europol-Mitglieder haben Zugang zu den Daten. Darüber hinaus wird „kompetenten nationalen Mitgliedern“ der direkte Zugang zu den Daten gewährt. Andere Polizeieinheiten können über das EUROPOL Operational Centre Zugang zu Daten beantragen. Daten im EIS dürfen für maximal drei Jahre gespeichert werden. Anschließend müssen sie geprüft werden und können bei Bestätigung erneut für drei Jahre verbleiben.

## Funktionsweise
Mit EIS kann ein berechtigter Nutzer feststellen, ob Informationen zu einem Datenobjekt vorliegen. Wenn dem so ist, dann kann er diese Informationen in ein Analysis Work File (AWF) zusammenführen. Automatische Prozesse informieren ihn, wenn sich bezogene Daten verändern oder wenn weitere Daten zu dem Datenobjekt verfügbar werden. AWF müssen wie die Daten im EIS nach spätestens drei Jahren überprüft und gelöscht werden, wenn sie nicht mehr aktuell sind.

## Politischer Hintergrund
Die Einrichtung des EIS wurde durch Beschluss des Rates vom 6. April 2009 zur Errichtung des Europäischen Polizeiamts (Europol, 2009/371/JI) im Artikel 11 entschieden. Die Intensivierung der polizeilichen Zusammenarbeit wurde während des dänischen Vorsitz im Rat der Europäischen Union (1. Halbjahr 2012) entschieden. Im dort produzierten Dokument wurden die folgenden Entscheidungen getroffen:
- alle relevanten staatlichen Polizeibehörden erhalten Zugang zum EIS
- Einrichtung von technischen Einrichtungen, durch die bestimmte Dateninhalte beschickt werden, mit denen automatische Suchen mit bis zu 400 Suchmerkmalen möglich werden.
- Intensivierung von EIS in laufenden Ermittlungen.

## Technischer Hintergrund
Die Entwicklung von EIS wurde von einer Abteilung innerhalb von EUROPOL durchgeführt. Das System wird auch im Hauptquartier von EUROPOL in Den Haag gehostet. Das System ermöglicht das Verlinken von Einzelinformationen (Telefonnummern, Fahrzeug usw.) mit Fällen, so dass eine Abbildung von Kriminalfällen entsteht. In der im Jahr 2013 veröffentlichten Version können auch DNS-Spuren und Daten zur Cyberkriminalität erfasst werden.
EUROPOL behauptet, über eine „robuste“ Datensicherheit zu verfügen. Als Beispiel nennt EUROPOL „handling Codes“, durch die nur entsprechend berechtigte Personen Abfragen tätigen dürfen. Die Datensicherheitsstufe wird durch den Erfasser festgelegt. Nur Personen mit einer entsprechenden Datensicherheitsstufe können auf die jeweiligen Datensätze zugreifen. Trifft eine Abfrage auf Daten deren Sicherheitsstufe zu hoch ist, dann wird der Treffer angezeigt, aber keine Inhalte. Der Besitzer der Daten wird informiert und kann ggf. Kontakt aufnehmen mit dem Anfrager.
Im EIS-Leaflet 2013 wird als zukünftige Entwicklung angegeben, dass es möglich werden soll, EIS-Daten mit den Suchmöglichkeiten der nationalen Systeme abzufragen. Die Abfrage im EIS soll dabei automatisch durchgeführt werden, wenn entsprechende Abfragen im nationalen System erfolgen. Zur Erreichung dieses Ziels wurde die Verwendung des Universal Message Format (UMF) vereinbart.

## Informationsrecht
Jeder Bürger Europas hat das Recht, die über ihn im EIS gespeicherten Daten einzusehen. Hierzu muss ein Antrag an die lokale Polizeibehörde des Heimatorts gerichtet werden. Die Behörde leitet die Anfrage weiter an Europol. Die Antwort erfolgt sofort von Europol. Darüber hinaus kann eine Bestätigung der gespeicherten, gesammelten oder verarbeiteten Information durch den Europol Joint Supervisory Body beantragt werden.

## Geschichte
Die erste Version von EIS wurde im Jahr 2005 in Betrieb genommen. Für mehrere Jahre wurde die Einführung durch nationale Eigeninteressen behindert und verschleppt.
Nach den Terroranschlägen von Paris am 13. November 2015 wurde eine Verknüpfung der Daten in EIS mit dem Schengener Informationssystem II (SIS II) vereinbart. Hierzu sollen die Daten des SIS II direkt auf dem EUROPOL-System gespiegelt werden, was eine Anpassung der entsprechenden Verträge erfordert. Auch eine Verbindung mit dem europäischen Visa-Informationssystem (VIS) und der Europäischen Fingerabdruckdatei EURODAC ist in diesem Rahmen geplant. Als zukünftige Entwicklung sollen gespeicherte Passagierdaten mit EIS vernetzt werden.
Unter der Führung des deutschen Bundeskriminalamts wird das Universal Message Format weiterentwickelt. Das bis Ende 2017 geplante Projekt soll die Abfragen teilautomatisieren und Datensätze in ein einheitliches Format überführen, was Abgleiche vereinfachen soll. Im EUROPOL-Umfeld wird es als QUEST (Querying Europol Systems) bezeichnet. Mit der Referenzierbarkeit unterschiedlicher Datensysteme wird die Möglichkeit zur Datenfusion erzeugt, d. h. Profile enthalten Daten aus unterschiedlichen Systemen und Datenquellen.

## Kritik
Die Überwachung der technischen Entwicklung und der Dateninhalte durch nationale Parlamente oder das EU-Parlament sind stark beschränkt. 2012 befand sich die Diskussion noch am Anfang und eine Kontrolle existierte noch nicht. Nur der Ausschuss für bürgerliche Freiheiten, Justiz und Inneres (LIBE) überwacht EUROPOL als Ganzes. Gleichzeitig wurde die technische Entwicklung weitergetrieben und die Fusion von Daten aus dem Privatsektor (beispielsweise ADAC-Mitglieder, Facebook, Schufa usw.) diskutiert.
Dem gegenüber wird diskutiert, dass die Nutzung des Systems durch die Organisationen der Mitgliedsländer nur mangelhaft sei und dies die Gefahr, beispielsweise von Terrorismus, erhöhe. Nach Angaben der dänischen Presse führt Dänemark mit ca. 20 % aller Abfragen die meisten Abfragen im EIS aus.